# Minerva. Jahrbuch der gelehrten Welt
Minerva. Jahrbuch der gelehrten Welt war ein Nachschlagewerk über wissenschaftliche Einrichtungen von 1891 bis 1938.

## Geschichte
1891 gründeten Richard Kukula und Karl Trübner Minerva. Jahrbuch der gelehrten Welt im Verlag von K. Trübner in Strassburg im Elsass.
Darin waren wichtige wissenschaftliche Einrichtungen wie Universitäten, Hochschulen, Akademien, zentrale Bibliotheken, Museen und wissenschaftliche Gesellschaften nach Städten geordnet angegeben, mit kurzen Angaben zu den Tätigkeiten, Leitern, Beständen usw.
Nach einigen Jahren führte Karl Trübner das Jahrbuch alleine weiter. 1914 übernahm es der Verlag von Walter de Gruyter in Berlin. Um 1926 war Gerhard Lüdtke der verantwortliche Herausgeber.
1930 erschien die letzte einbändige Ausgabe.
Danach wurden weitere Bände von Gerhard Oestreich in größeren zeitlichen Abständen herausgegeben
- 31 Minerva. Jahrbuch der gelehrten Welt. Abt. 1, Forschungsinstitute, Observatorien, Bibliotheken, Archive, Museen, Kommissionen, Gesellschaften, 1933
- 31 Minerva. Jahrbuch der gelehrten Welt. Abt. 2 Universitäten, 1934
- 32 Minerva. Jahrbuch der gelehrten Welt. Abt. 1 Forschungsinstitute, Observatorien, Bibliotheken, Archive, Museen, Kommissionen, Gesellschaften , 1937

- 33 Minerva. Jahrbuch der gelehrten Welt, 1952
- 34 Minerva. Jahrbuch der gelehrten Welt, 1966

- Minerva. Internationales Verzeichnis wissenschaftlicher Institute, de Gruyter, Berlin 1972, mit den Teilbänden Forschungsinstitute und Wissenschaftliche Gesellschaften